# Dying Phoenix
Dying Phoenix ist eine deutsche Symphonic-Metal-Band aus Berlin.

## Geschichte
Gegründet wurde die Band von Sänger Pat St. James, kurz nachdem er seine letzte Band verlassen hatte. Nach mehreren Versuchen eine Besetzung zu etablieren entschloss sich Pat St. James dazu, Musiker aus bekannten Bands zu kontaktieren. So kam der Kontakt zu Oliver Palotai (Kamelot) zustande. Da Palotai jedoch fest bei Kamelot tätig ist, bat er zunächst lediglich als Studiomusiker mit der Band zu arbeiten. Kurz darauf einigten sich die beiden jedoch, dass er sowohl als Songwriter und Komponist, als auch als Produzent fungieren soll. 2011 haben die beiden angefangen intensiv Ideen auszutauschen, weshalb dieses Jahr als eigentliches Gründungsjahr von Dying Phoenix angesehen werden kann.
2013 wurden die ersten Songs fertiggestellt und die ersten Demos aufgenommen. Bis zur Fertigstellung des Albums dauerte es allerdings noch eine Weile. 2015 fragte Pat St. James unter Freunden, ob diese ihn beim Dreh von Musikvideos unterstützen würden, da er mit diesen Videos eine Crowdfunding-Kampagne für das Album starten wollte. Leider schaffte es St. James nicht, genug Unterstützer für diese Kampagne zusammenzubekommen, weshalb auch die Produktion  ins Stocken geriet. In den Jahren 2013 bis 2016 fuhr St. James regelmäßig zu Oliver Palotai, um an weiteren Songs zu schreiben. 2019 fand er mit Erica Bianca, Rhavin Grobert und Lea Ciara Czullay die ersten Bandmitglieder. Für das Schlagzeug konnte er auf Lucas Zacharias zurückgreifen, der bereits 2015 bei den ersten Videodrehs dabei gewesen ist.
Da kein Veranstalter eine Band engagiert, die noch nichts veröffentlicht hat, entschloss sich St. James, gemeinsam mit seiner Frau ein eigenes Festival zu organisieren, damit Dying Phoenix ihr Live-Debüt absolvieren kann. Für dieses Festival holte er sich die Hilfe von Bands wie Mob Rules und Mission in Black. Acht Wochen vor der ersten Show kam dann Moran Magal zur Band. Kurz nach dem Festival kam es zum Lockdown aufgrund der COVID-Pandemie. Da in der Zeit keine Konzerte oder Proben möglich gewesen sind, entschloss sich Pat St. James, wieder zu Oliver Palotai zu fahren, um die letzten Songs des Albums zu schreiben. Im August 2020 wurde das Songwriting dann beendet. Im Sommer 2021 begann die eigentliche Produktion des Albums, bei der die Aufnahmen u. a. in Berlin, Hamburg und Potsdam stattfanden. Als nach und nach wieder Konzerte stattfanden, suchte St. James nach Möglichkeiten, auch wieder live tätig zu werden. Kurze Zeit später wurde eine Europa-Tournee als Vorgruppe für Imperial Age und Semblant bestätigt. Die Tour mit Imperial Age sollte im Januar 2022, die mit Semblant im März 2022 stattfinden. Aufgrund der noch andauernden Corona-Pandemie wurden beide Termine jedoch verschoben. Im April 2022 kam es dann in den alten Heilstätten in Beelitz zum Bühnencomeback der Band. Da man nach wie vor kein Album anbieten konnte, hat die Band Gutscheine zur Verfügung gestellt, damit sich die Zuschauer das Album dadurch bereits sichern konnten. Ein weiterer Auftritt folgte eine Woche später in Altlandsberg. Im Juli 2022 konnte Dying Phoenix dann die verschobene Tournee mit der Band Semblant durchführen. Die Tournee führte die Band durch Portugal, Spanien und Frankreich. Die Tour mit Imperial Age hat die Band im Anschluss abgesagt.
Im September 2022 veröffentlichte die Band dann mit Mother of Dragons die erste Single. Kurz nach der Veröffentlichung bekam die Band einen Plattenvertrag bei dem Label El Puerto Records. Im Dezember 2022 folgte mit Weaver of Lies die erste Single. Im März 2023 wurde der Song Mother of Dragons vom Label neu veröffentlicht. Einen Monat später folgte mit Dead Faces Blue die letzte Single vor Release des Albums. Im April startete Dying Phoenix eine Kooperation mit der Musikagentur Lucky Bob Music Agency. Am 26. Mai 2023 wurde das Album Winter Is Coming veröffentlicht. Im Juni hat die Band verkündet, dass Keyboarderin und Sängerin Moran Magal die Band verlassen hat, um sich auf ihre Soloband zu konzentrieren. Im November verkündete die Band auf ihrer Homepage, dass sie sich von allen Mitgliedern getrennt hat und Pat St. James die Band neu aufstellen wird. Bereits Anfang 2024 hatte Pat St. James eine neue Besetzung zusammen. Im Februar stieß der Gitarrist Florian Kunde von der Band Strydegor zur Band. Von diesem Zeitpunkt an verkündete die Band, von nun an als siebenköpfige Band weiterzumachen. Ende März wurde das neue Line Up der Band enthüllt. Im Mai spielte Dying Phoenix im neuen Line Up als Vorband der Band Rage einige Konzerte. Im Dezember gab die Band bekannt, dass Gitarrist Florian Kunde und Drummer Michael Wieczorek aus persönlichen Gründen die Band wieder verlassen haben. Mitte Dezember erschien eine Neuaufnahme des Songs Who Owns The North vom Debütalbum. Die Neuaufnahme wurde mit dem damals aktuellen Line Up eingespielt. Im Januar 2025 folgte dann mit Mother Of Dragons 2025 eine weitere Neuaufnahme in der Besetzung. Anfang Januar 2025 stellte die Band ihren neuen Drummer Alex Tello vor.

## Trivia
Das Debütalbum Winter Is Coming ist ein Konzeptalbum rund um die Welt von George R. R. Martins Das Lied von Eis und Feuer, bzw. Game of Thrones. Jeder einzelne Song handelt von einer Figur oder einem Ereignis aus der Reihe. Die Idee, das Album thematisch an diese Reihe anzulegen kam von Produzent Oliver Palotai.

## Diskografie

### Studioalben
- 2023: Winter Is Coming (El Puerto Records)

### Singles
- 2022: Mother of Dragons (wiederveröffentlicht 2023)
- 2022: Weaver of Lies
- 2023: Dead Faces Blue
- 2024: Who Owns The North 2024 (Neuaufnahme mit neuer Besetzung)
- 2025: Mother Of Dragons 2025 (Neuaufnahme mit neuer Besetzung)